# Госпожица Дьо Вер
„Госпожица Дьо Вер“ (на френски: Miss de Vère) е френски късометражен ням филм, заснет през 1896 година от продуцента и режисьор Жорж Мелиес. Кадри от филма не са достигнали до наши дни и той се смята за изгубен. Поради тази причина не е известен и самият сюжет на филма. Знае се, че госпожица Дьо Вер е била дъщеря на един англичанин, който под псевдонима Шарл Дьо Вер се е изявявал като професионален фокусник, а впоследствие е бил притежател на магазин в Париж, където е продавал аксесоари за изпълнение на фокуси, електрическо оборудване и филми.